# Distrikt Santa Ana (Castrovirreyna)
Der Distrikt Santa Ana liegt in der Provinz Castrovirreyna in der Region Huancavelica im Südwesten von Zentral-Peru. Der am 8. Januar 1965 gegründete Distrikt hat eine Fläche von 644 km². Beim Zensus 2017 lebten 944 Einwohner im Distrikt. Im Jahr 1993 lag die Einwohnerzahl bei 1815, im Jahr 2007 bei 1983. Die Distriktverwaltung befindet sich in der 4473 m hoch gelegenen Ortschaft Santa Ana mit 192 Einwohnern. Santa Ana liegt 30 km nordöstlich der Provinzhauptstadt Castrovirreyna.

## Geographische Lage
Der Distrikt Santa Ana liegt im äußersten Osten der Provinz Castrovirreyna. Der Distrikt liegt in der peruanischen Westkordillere. Die kontinentale Wasserscheide verläuft durch den Distrikt. Der nordöstliche Teil wird über den Río Ichu zum Río Mantaro entwässert. An der südlichen Distriktgrenze liegen die Seen Laguna Orcococha und Laguna Choclococha im Quellgebiet des Río Pampas, der genau so wie der Río Mantaro ein Nebenfluss des Río Apurímac ist. Der zentrale Teil des Distrikts wird über die Flüsse Río Santa Ana, Río Chiris und Río Pisco nach Westen zum Pazifischen Ozean hin entwässert.
Der Distrikt Santa Ana grenzt im Westen an den Distrikt Castrovirreyna, im Norden an den Distrikt Huancavelica (Provinz Huancavelica), im Osten an den Distrikt Huachocolpa (ebenfalls in der Provinz Huancavelica) sowie im Süden an den Distrikt Pilpichaca (Provinz Huaytará).